# Xuanhe, Fujian
Xuanhe är en köping i sydöstra Kina. Den ligger i Liancheng härad i staden Longyan i provinsen Fujian, omkring 270 kilometer väster om provinshuvudstaden Fuzhou. Antalet invånare är 8 414. Befolkningen består av 4 181 kvinnor och 4 233 män. Barn under 15 år utgör 16,0 %, vuxna 15-64 år 69 %, och äldre över 65 år 14,0 %.